# Saropogon chathamensis
Saropogon chathamensis là một loài ruồi trong họ Asilidae. Saropogon chathamensis được Hutton miêu tả năm 1901. Loài này phân bố ở miền Australasia.